# FC Dacia Chișinău
FC Dacia Chișinău este un club de fotbal din Republica Moldova, care evoluează în Divizia Națională. Înființată în 1999, în Chișinău, echipa a intrat în Divizia Națională în anul 2002. A câștigat campionatul în sezonul 2010-2011, jucând ulterior în preliminarile Ligii Campionilor. Pe lângă asta, echipa a mai jucat în preliminariile UEFA Europa League de 5 ori, dar nu a ajuns niciodată în grupe. În prezent își dispută meciurile de acasă pe Stadionul Moldova din satul Speia, raionul Anenii Noi.

## Istorie

Logo-ul anterior al clubului

### Începutul (1999-2002)
Dacia Chișinau a fost înființată în 1999 de către Marin Livădaru, Igor Ursachi, Valeriu Plujnic și Alexandru Șcaruba. Echipa a debutat în Divizia „B”, iar după un sezon a promovat în Divizia „A”. După 2 ani petrecuți în Divizia „A” Dacia reușit să promveze în Divizia Națională.

#### Divizia Națională (2002-2010)
Dacia și-a câștigat primul meci în Divizia Națională, 1-0 împotriva Nistru Otaci și a terminat campionatul pe locul 4, calificîndu-se la Cupa Intertoto. Acolo au învins GÍ Gøta și KF Partizani Tirana. Echipa a fost din păcate eliminată de Schalke 04, peirzând ambele meciuri (1-0 și 2-1).
Înaintea sezonului 2003-2004, jucătorul și antrenorul secund al echipei, Emil Caras, a fost pus antrenor principal. El a dus echipa pe locul 5 în campionatul și până în semifinala Cupei Moldovei, pierdută în fața rivalei Zimbru Chișinău.
În sezonul 2004-2005 Dacia s-a calificat pentru prima oară în Cupa UEFA, după ce a terminat pe locul 3. Din păcate echipa a pierdut finala Cupei Moldovei, după un meci dramatic cu Nistru Otaci. În toamna anului 2005 Dacia a fost eliminată din Cupa UEFA din primul tur de FC Vaduz, pierzând 2-0 în deplasare, dar câștigand acasă cu 1-0. În sezonul următor echipa a terminat pe locul 6, după un sezon nefericit cu multe înfrângeri printre care și semifinala Cupei Moldovei.
Deoarece în sezonul 2006-2007, Dacia a terminat pe locul 4, au jucat în Cupa UEFA Intertoto 2007. În primul tur al cupei, Dacia a învins formația azeră FK Baku la penalty-uri, datorită paradelor portarului Mihai Moraru. În turul următor echipa a reușit încă o calificare, învingând echipa elvețiană St.Gallen. Adversarii echipei în turul 3 au fost cei de la Hamburger SV. La Chișinău scorul a fost 1-1, în timp în Germania scorul a fost 4-0, meciul învârtindu-se în jurul olandezului Rafael van der Vaart. Dacia a fost declarată de FMF cea mai bună echipă din Republica Moldova a anului 2007.
Sezonul 2007-2008 a găsit formația moldoveană pe cea mai bună poziție obținută până atunci. Performanța a fost reușită de noul vice-președinte al clubuui, Timur Kirev, care a găsit investitori ruși. După mijlocul sezonului, echipa a reușit 4 victorii consecutive, datorită cărora a reușit să se mențină la un punct în spatele liderului Sheriff Tiraspol. Dacia a terminat pe locull 2 și s-a calificat pentru preliminariile Cupei UEFA, unde a fost eliminată 4-2 la general de formația sârbă FK Borac Čačak în primul tur. 
Dacia a fost vice-campioana și în sezonul 2008-2009, când echipa a pierdut a finala Cupei Moldovei 2-0 în fața Sheriff Tiraspol. În timpul sezonului, antrenorul Emil Caras, a plecat la FC Tiraspol și a fost înlocuit de ucraineanul Roman Pylypchuk. În sezonul următor, Dacia a terminat pe locul 5 și a pierdut din nou finala Cupei Moldovei, tot 2-0 în fața Sheriff Tiraspol.                                                               Cu ocazia împlinirii a 10 ani de la fondare, FC Dacia Chișinău pregătește mai multe surprize pentru amatorii fotbalului.Una dintre acestea este lansarea în primă audiție a imnului oficial al clubului Dacia! Piesa, interpretată de membrul formației Catharsis, Ion Rață, a fost lansată miercuri, 13 mai 2009, la ultimul meci de acasă al Daciei.
Imnul Daciei este o compoziție muzicală care vine să ne descrie vitejia și dârzenia poporului dac, calități care sunt caracteristice și fotbaliștilor echipei Dacia Chișinău. Este ca un îndemn pentru jucători ca să dovedească pe teren prin fapte că sunt urmașii demni ai dacilor.

### Succesul european
Dacia a început preliminariile din Europa League în fața muntenegrenilor de la FK Zeta, calificându-se datorită golurilor din deplasare. Echipa a fost eliminată în turul următor, după 2-0 la general în fața suedezilor de la Kalmar FF. Înaintea începerii campionatului a fost instalat noul antrenor rus Igor Dobrovolski. Ei au fost neînvinși primele 16 meciuri, până la cel cu Sheriff Tiraspol. Echipa a continuat să fie neînvinsă în restul sezonului, câștigând astfel campionatul pentru prima oară.
În același seon, echipa a semnat un contract cu Școal Sportivă Buiucani pentru a crea echipa a II-a, Dacia Buiucani.
dÎnaintea începerii sezonului 2011-2012, Dacia a câștigat Supercupa Moldovei, învingând Iskra-Stali Rîbnița prin golul nou venitului Vasili Pavlov. În iulie 2011, echipa și-a făcut debutul în UEFA Champions League, unde au fost eliminați în turul 2 de georgieni de la FC Zestafoni. Dacia a câștigat primul meci cu 2-0, dar a pierdut din păcate în Georgia cu 3-0. Dobrovolski a fost înlocuit cu Igor Negrescu în acel sezon, în care echipa a terminat pe locul 2, din nou în spatele Sheriff Tiraspol.
În sezonul 2012-2013 al Europa League, Dacia a învins slovenii de la Celje cu 2-0 la general. În turul 2, echipa a câștigat primul meci cu 1-0 în fața IF Elfsborg, dar a pierdut cu 2-0 al doilea meci și a fost eliminată. În sezonul 2012–2013, echipa a pierdut din nou campionatul, din cauza celor de la Sheriff Tiraspol.

## Clasament UEFA
| Loc | Țara              | Echipa            | Puncte |
| --- | ----------------- | ----------------- | ------ |
| 284 | Scoția            | Aberdeen FC       | 4.580  |
| 285 | Suedia            | IF Brommapojkarna | 4.545  |
| 286 | Republica Moldova | Dacia Chișinău    | 4.500  |
| 287 | Slovenia          | FC Koper          | 4.475  |
| 288 | Serbia            | Cliftonville FC   | 4.475  |

La 25 martie 2015. Source Arhivat în 12 iulie 2015, la archive.ph Error: unknown archive URL

## Palmares
- Divizia Națională (1): 2010-2011

Vicecampioană: 2007-2008, 2008-2009, 2011-2012, 2014-2015
- Cupa Moldovei

Finalistă: 2004-2005, 2008-2009, 2009-2010, 2014-2015
- Supercupa Moldovei (1): 2011
- Divizia "A"

Câștigătoare: 2002

## Istoric evoluții
| Sezon   | Div.              | Poz. | M  | V  | E  | Î  | GM | GP | P  | Cupă               | Europa | Europa  | Golgheter (campionat) |
| ------- | ----------------- | ---- | -- | -- | -- | -- | -- | -- | -- | ------------------ | ------ | ------- | --------------------- |
| 2000–01 | Divizia "A"       | 4    | 30 | 16 | 8  | 6  | 45 | 20 | 56 |                    | —      | —       |                       |
| 2001–02 | Divizia "A"       | 1    | 30 | 23 | 6  | 1  | 69 | 13 | 75 | Sferturi de finală | —      | —       |                       |
| 2002–03 | Divizia Națională | 4    | 28 | 8  | 8  | 8  | 24 | 28 | 32 | Sferturi de finală | —      | —       |                       |
| 2003–04 | Divizia Națională | 5    | 24 | 9  | 8  | 11 | 26 | 28 | 35 | Semifinale         | CUI    | Runda 3 |                       |
| 2004–05 | Divizia Națională | 3    | 28 | 14 | 3  | 11 | 38 | 31 | 45 | Finalistă          | —      | —       | Sergiu Jăpălău (10)   |
| 2005–06 | Divizia Națională | 6    | 28 | 7  | 9  | 12 | 28 | 39 | 30 | Semifinale         | CU     | Runda 1 |                       |
| 2006–07 | Divizia Națională | 4    | 36 | 13 | 16 | 7  | 36 | 30 | 55 | Sferturi de finală | —      | —       |                       |
| 2007–08 | Divizia Națională | 2    | 30 | 19 | 5  | 6  | 60 | 28 | 62 | Sferturi de finală | CUI    | Runda 3 | Djaba Dvali (13)      |
| 2008–09 | Divizia Națională | 2    | 30 | 20 | 3  | 7  | 47 | 17 | 63 | Finalistă          | CU     | Runda 1 | Ghenadie Orbu (8)     |
| 2009–10 | Divizia Națională | 5    | 33 | 16 | 10 | 7  | 54 | 30 | 58 | Finalistă          | UEL    | Runda 2 | Oleksandr Zgura (12)  |
| 2010–11 | Divizia Națională | 1    | 39 | 27 | 11 | 1  | 66 | 16 | 92 | Semifinale         | UEL    | Runda 2 | Ghenadie Orbu (22)    |
| 2011–12 | Divizia Națională | 2    | 33 | 24 | 5  | 4  | 63 | 17 | 77 | Semifinale         | UCL    | Runda 2 | Vasili Pavlov (12)    |
| 2012–13 | Divizia Națională | 2    | 33 | 18 | 12 | 3  | 47 | 19 | 66 | Sferturi de finală | UEL    | Runda 2 | Ghenadie Orbu (9)     |
| 2013–14 | Divizia Națională | 5    | 33 | 18 | 7  | 8  | 68 | 29 | 61 | Semifinale         | UEL    | Runda 2 | Miloš Krkotić (14)    |
| 2014–15 | Divizia Națională | 2    | 24 | 17 | 4  | 3  | 48 | 13 | 55 | Finalistă          | —      | —       | Petru Leucă (11)      |
| 2015–16 | Divizia Națională |      |    |    |    |    |    |    |    |                    | UEL    | Runda 2 |                       |

## Evoluția în competițiile europene
Cupa UEFA/Europa League
| Sezon   | Runda | Adversar         | Acasă | Deplasare | General      |
| ------- | ----- | ---------------- | ----- | --------- | ------------ |
| 2005–06 | 1     | FC Vaduz         | 0–2   | 1–0       | 1–2          |
| 2008–09 | 1     | FK Borac Čačak   | 1–1   | 1–3       | 2–4          |
| 2009–10 | 2     | MŠK Žilina       | 0–2   | 0–1       | 0–3          |
| 2010–11 | 1     | FK Zeta          | 0–0   | 1–1       | 1–1 (rgd)    |
| 2010–11 | 2     | Kalmar FF        | 0–2   | 0–0       | 0–2          |
| 2012–13 | 1     | NK Celje         | 1–0   | 1–0       | 2-0          |
| 2012–13 | 2     | IF Elfsborg      | 1–0   | 0–2       | 1–2          |
| 2013–14 | 1     | Teuta Durrës     | 2–0   | 1–3       | 3–3 (r.g.d.) |
| 2013–14 | 2     | Cernomoreț Odesa | 2–1   | 0–2       | 2–3          |
| 2015–16 | 1     | FK Renova        | 4–1   | 1–0       | 5–1          |
| 2015–16 | 2     | MŠK Žilina       | –     | –         | –            |

Liga Campionilor UEFA
| Sezon   | Runda | Adversar  | Acasă | Deplasare | General |
| ------- | ----- | --------- | ----- | --------- | ------- |
| 2011–12 | Q2    | Zestafoni | 2–0   | 0–3       | 2–3     |

Cupa UEFA Intertoto
| Sezon | Runda | Adversar         | Acasă | Deplasare | General       |
| ----- | ----- | ---------------- | ----- | --------- | ------------- |
| 2003  | 1     | GÍ Gøta          | 1–0   | 4–1       | 5–1           |
| 2003  | 2     | Partizani Tirana | 2–0   | 3–0       | 5–0           |
| 2003  | 3     | FC Schalke 04    | 1–2   | 0–1       | 1–3           |
| 2007  | 1     | FK Baku          | 1–1   | 1–1       | 2–2 (3–1 pen) |
| 2007  | 2     | FC St. Gallen    | 0–1   | 1–0       | 1–1 (3–0 pen) |
| 2007  | 3     | Hamburger SV     | 1–1   | 0–4       | 1–5           |

## Lotul actual
La 20 octombrie 2014.
| Nr. |                   | Poziție | Jucător           |
| --- | ----------------- | ------- | ----------------- |
| 2   | Republica Moldova | F       | Veaceslav Posmac  |
| 3   | Republica Moldova | F       | Vasile Jardan     |
| 4   | Serbia            | F       | Radoš Bulatović   |
| 5   | Republica Moldova | F       | Mihai Roșca       |
| 6   | Camerun           | F       | Alphonse Soppo    |
| 8   | Rusia             | M       | Ahmet Barahoev    |
| 9   | Republica Moldova | A       | Ghenadie Orbu     |
| 11  | Georgia           | A       | Jaba Dvali        |
| 12  | Republica Moldova | P       | Dumitru Celeadnic |
| 14  | Republica Moldova | M       | Marian Stoleru    |
| 15  | Nigeria           | F       | Jude Ogada        |
| 16  | Republica Moldova | P       | Dorian Railean    |

| Nr. |                   | Poziție | Jucător             |
| --- | ----------------- | ------- | ------------------- |
| 17  | Republica Moldova | A       | Eugeniu Cociuc      |
| 18  | Muntenegru        | M       | Slaven Stjepanović  |
| 19  | Republica Moldova | A       | Dumitru Popescu     |
| 20  | Guineea           | M       | Ibrahima Camara     |
| 21  | Ucraina           | F       | Volodymyr Zastavnyi |
| 23  | Muntenegru        | F       | Radivoje Golubović  |
| 24  | Togo              | F       | Abdoul-Gafar Mamah  |
| 25  | Muntenegru        | M       | Miloš Krkotić       |
| 27  | Republica Moldova | M       | Alexandru Bejan     |
| 28  | Letonia           | M       | Andrejs Kovaļovs    |
| 29  | Ucraina           | M       | Maksim Gavrilenko   |

## Antrenori
- Igor Ursachi (1999 – 2003)
- Emil Caras (2003 – 3 mai 2008)
- Vasile Coșelev (interimar) (3 mai 2008 – Oct 2, 2008)
- Roman Pylypchuk (Oct 2, 2008 – 31 august 2009)
- Sergiu Botnăraș (interimar) (Sep 1, 2009 – Dec 10, 2009)
- Veaceslav Semionov (interimar) (Dec 23, 2009 – 5 iulie 2010)
- Igor Dobrovolski (5 iulie 2010 – 7 mai 2012)
- Igor Negrescu (interimar) (7 mai 2012 – 4 iunie 2012)
- Igor Dobrovolski (4 iunie 2012 – 8 iunie 2013)
- Igor Negrescu (8 iunie 2013 – 9 ianuarie 2014)
- Dejan Vukićević (9 ianuarie 2014 – Nov 2, 2014)
- Veaceslav Semionov (interimar) (Nov 2, 2014 – 20 ianuarie 2015)
- Oleg Kubarev (20 ianuarie 2015 – 9 martie 2015)
- Veaceslav Semionov (interimar) (9 martie 2015 – 26 aprilie 2015)
- Igor Dobrovolski (26 aprilie 2015 – 4 august 2015)
- Veaceslav Semionov (interimar) (4 august 2015 – )